# Frederic Stanley Kipping
Frederic Stanley Kipping (* 16. August 1863 in Upper Broughton, Manchester; † 1. Mai 1949 in Criccieth, North Wales) war ein englischer Chemiker, der die Silikon-Chemie begründete.
Er war der älteste Sohn von James Stanley und Julia Kipping und hatte zwei Brüder und vier Schwestern. Seines Vaters Freund und Nachbar J. Carter Bell weckte sein Interesse für Chemie, was er in Manchester und Deutschland an der Ludwig-Maximilians-Universität München in den Labors von Adolf von Baeyer studierte. Er wurde 1890 zunächst Chefdemonstrator am City and Guilds of London Institute und von 1897 bis 1936 war er am University College Nottingham, der späteren University of Nottingham, Professor für Chemie.
Er untersuchte optisch aktive Campher-Derivate und Stickstoffverbindungen. 1894 schrieb er zusammen mit seinem Kollegen William Henry Perkin ein Standardwerk über organische Chemie.
Seit 1899 beschäftigte er sich mit organischen Siliciumverbindungen, die er mit Hilfe der neu entdeckten Grignard-Verbindungen synthetisierte. Um 1904 erhielt er Organosiloxane der Summenformel, die er in Analogie zu den Ketonen Silicone (Silico-Ketone) nannte. Die ersten dieser Substanzen waren klebrige Mixturen, für die Kipping keine Anwendungen voraussah. Er hielt sie für chemische Kuriositäten und äußerte bei seinem Ruhestand, dass wichtige Fortschritte auf diesem Gebiet nicht sehr realistisch seien. Erst in den 1940ern wurde der technische Nutzen von Silikon erkannt. So erkannte man bei General Electric und Dow Corning, dass sich Silikone sehr gut als Dämm- und Schmiermittel eigneten.
Dass William Henry Perkin junior, Frederic Stanley Kipping und Arthur Lapworth Schwestern heirateten (Perkin Mina Holland, Kipping Lilian und Lapworth Kathleen Holland) ist Gegenstand eines romanhaften Buchs von Eugene G. Rochow.